# Henri Farman
Pour les articles homonymes, voir Farman.
Henri Farman, né Harry Edgar Mudford Farman le 26 mai 1874 dans le 1er arrondissement de Paris et mort le 17 juillet 1958 dans le 16e arrondissement de Paris, est un ancien sportif (cycliste et coureur de fond) devenu un aviateur français puis un constructeur d'avions et d'automobiles. Considéré comme l'un des pionniers de l'aviation avec son frère Maurice Farman, il détient à l'époque de nombreux records de vols avant de s'orienter vers la construction d'avions au sein de la société des Avions Farman, nationalisée en 1936 pour former avec d'autres constructeurs la Société nationale des constructions aéronautiques du Centre (SNCAC).

## Biographie
Issu d'un père anglais Thomas Frederick Farman (correspondant à Paris pour deux journaux britanniques) et d'une mère anglaise Sophia Ann Louisa Mudford installés à Paris, Henri Farman, très jeune, se passionne pour le cyclisme, l'automobile et l'aviation avec son frère Maurice Farman. Il étudie à l'École des beaux-arts[Laquelle ?]. Curieusement, bien que nés à Paris, les trois frères Richard dit Dick, Henry et Maurice Farman ne figurent ni dans les tables décennales ni dans les registres de l'état-civil parisien, leur père les ayant juste déclarés au consulat de Grande-Bretagne[réf. nécessaire].

### Cyclisme

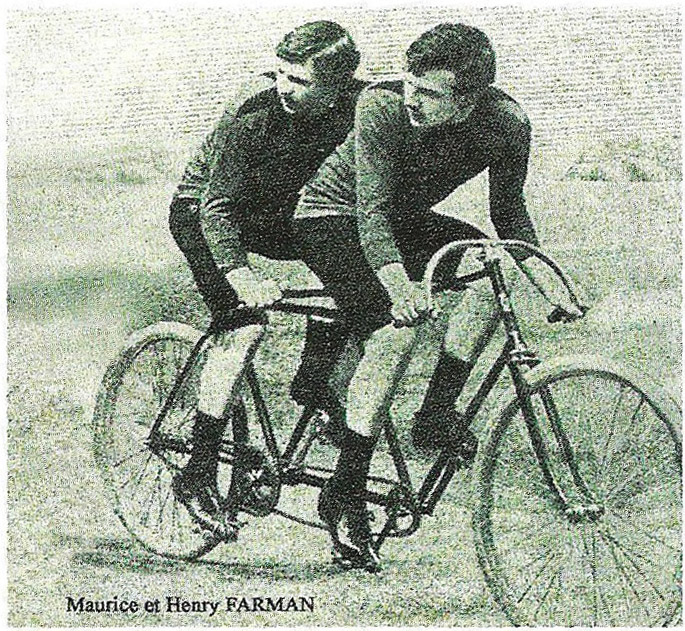
Carte postale représentant les frères Henri et Maurice Farman en tandem.

Henri Farman est champion de cyclisme en 1892 : premier alors de la course Paris-Clermont-Ferrand, et champion de France de demi-fond (sur 100 kilomètres en octobre). En juin 1893, il effectue le trajet Paris-Madrid avec Édouard de Perrodil sur des bicyclettes Gladiator. Henri Farman réalise les dessins du livre de Perrodil qui relate leurs exploits.
Il fait ensuite des courses de tandem avec son frère Maurice.

### Course automobile

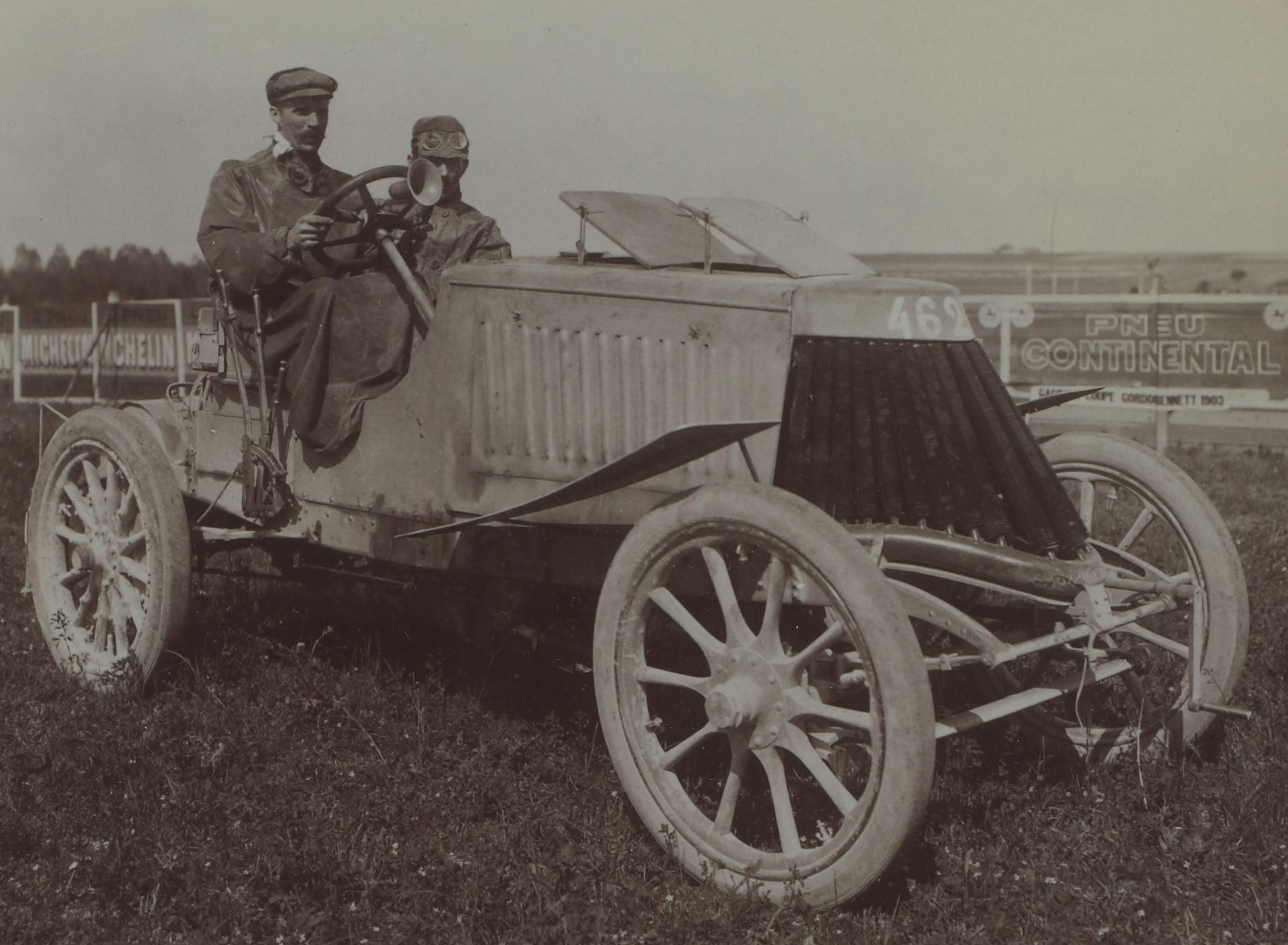
Henri Farman, sur Panhard 100 hp en 1904.

Se tournant ensuite vers les sports mécaniques, Henri Farman remporte la course Paris-Pau sur Darracq en 1902. En 1903, il participe à la course automobile Paris-Madrid et à la coupe Gordon Bennett sur Panhard-Levassor. Il finit aussi cinquième du Paris-Berlin en 1901, toujours sur Panhard, quatrième du Paris-Arras en 1902 (remporté par Maurice) puis deuxième la même année du Paris-Berlin (cinquième Maurice), et il obtient le meilleur temps au tour lors des premières Éliminatoires Françaises de la Coupe Internationale en 1904 sur une Panhard 70, finissant la même année septième du circuit des Ardennes et remportant la course Paris-Roubaix.
En 1904, il est victime d'un très grave accident lors des éliminatoires de la coupe Gordon Bennett ; il met alors un terme à la compétition automobile (plongée dans le ravin de Sayat).

### Aviation

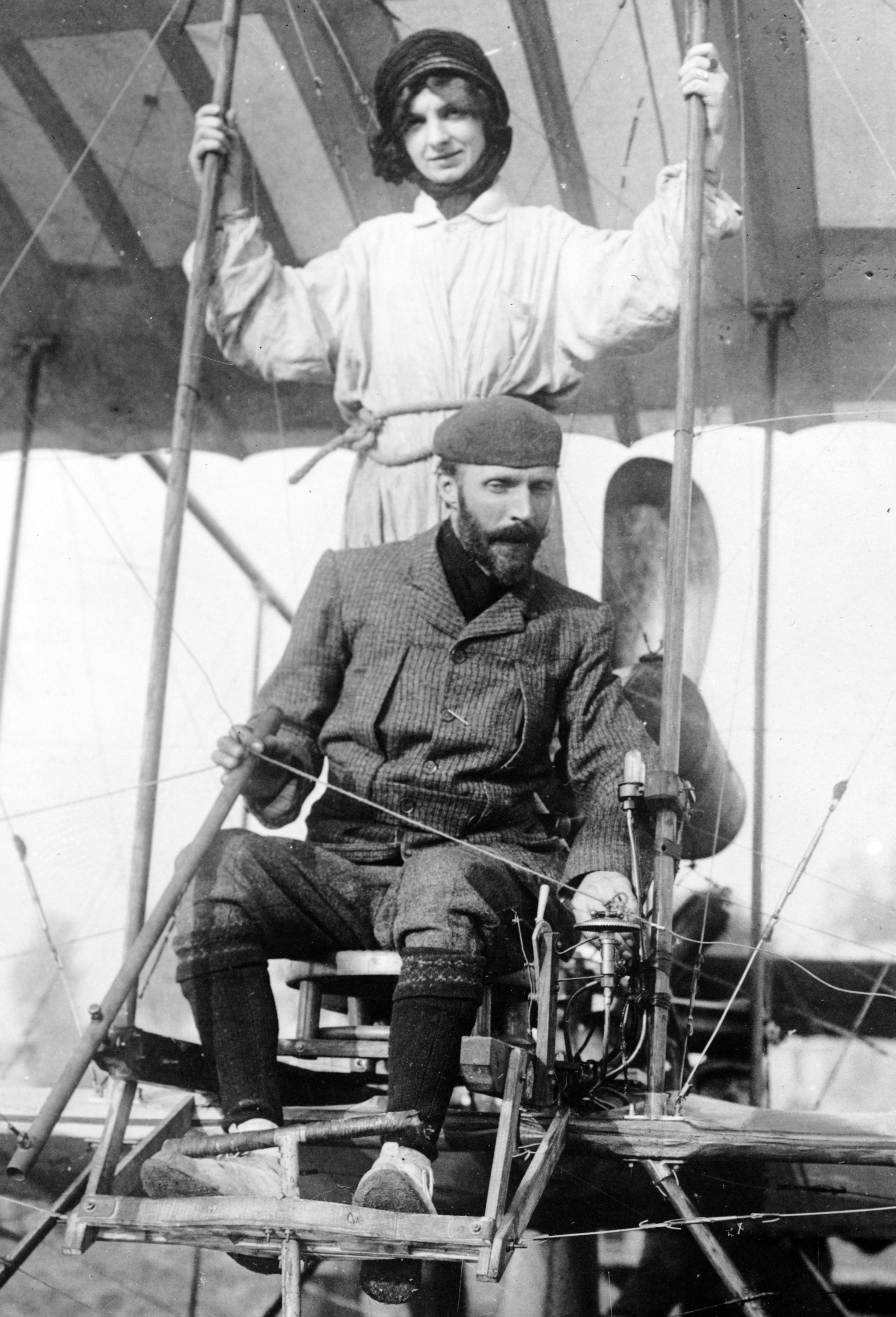
Henri Farman et son épouse sur un biplan.

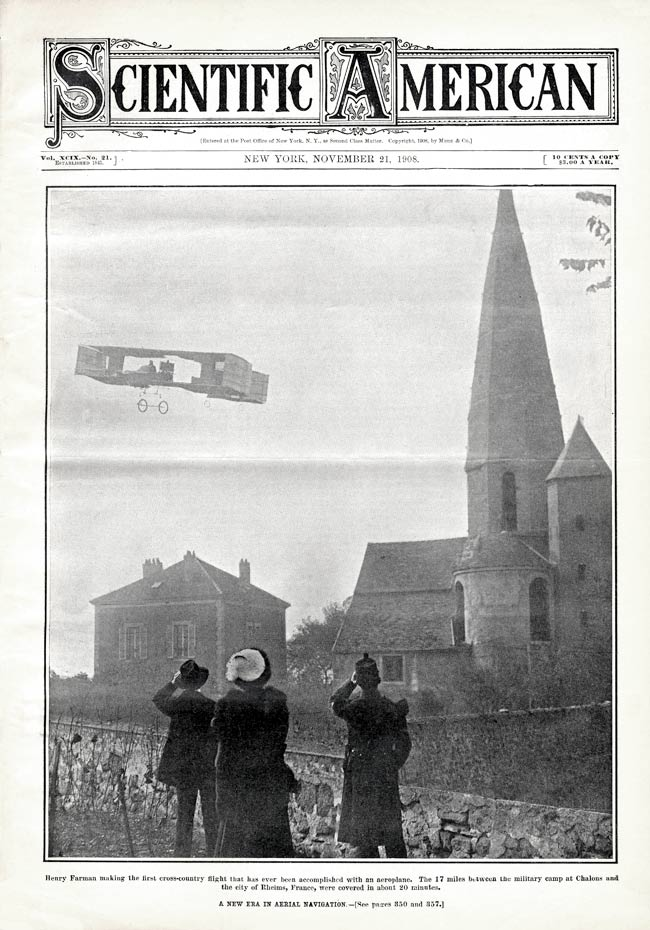
Le premier voyage aérien entre Bouy et Reims le 30 octobre 1908

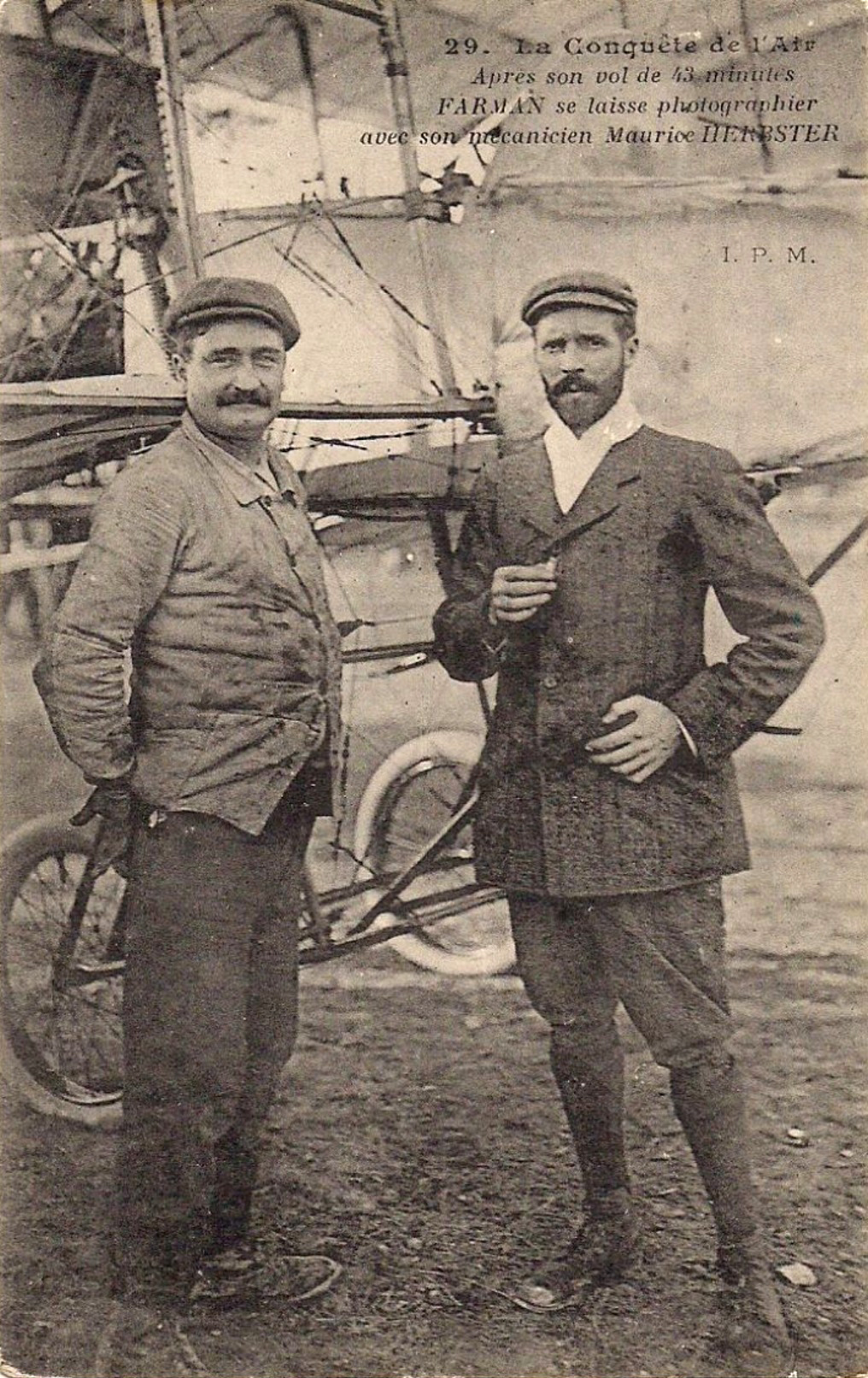
Henri Farman et son mécanicien Maurice Herbster en 1908.

Le 26 octobre 1907, il établit le record de vitesse aérien à Issy-les-Moulineaux, sur un Voisin-Farman I (à 52,7 km/h de moyenne).
Le 30 décembre 1907, il parvient à couvrir la distance d'un kilomètre en aéroplane, avec cependant plusieurs contacts avec le sol.
Le 13 janvier 1908, alors qu'il s'appelle toujours Henry Farman, il remporte le prix Archdeacon-Deutsch de la Meurthe en effectuant au-dessus du terrain d'Issy-les-Moulineaux le premier vol officiel en circuit fermé d'un kilomètre, d'une durée de 1 min 28 s, à bord d'un biplan Voisin, baptisé Henri Farman n°1 utilisant un moteur V8 Antoinette de 50 ch. Le 21 mars 1908, Henry Farman va parvenir à réaliser un vol de plus de 2 kilomètres (distance officielle de 2 004,80 mètres, en 3 min 31 s) dans le ciel d'Issy-les-Moulineaux, pilotant un appareil Voisin de 50 chevaux : le 1 Bis.
Le 28 mars 1908, Henri Farman participe, en tant que passager, à un vol historique avec le pionnier de l'air Léon Delagrange, réalisant ainsi le tout premier vol avec un passager. Quelques mois plus tard, le 8 juillet 1908, alors qu'il est en tournée aux États-Unis, il utilise le mot (déjà existant) « aileron » pour nommer les petites surfaces latérales, servant au contrôle en roulis, disposées entre les plans des avions de Glenn Curtiss. Il installe les premiers véritables ailerons, placés au bord de fuite de l'aile, sur son biplan 1909.
En septembre 1908, Henri Farman prend part au Prix de la Commission d’aviation, dont la dotation est de 5 000 francs : une récompense pour l'aviateur, qui sera à l'origine du plus long parcours en aéroplane. Le 30 octobre 1908, il signe à bord d'un aéroplane de type biplan Voisin, le premier voyage aérien — dit aussi le « premier vol de ville à ville » — de l'histoire mondiale de l'aviation, réalisé entre le petit village de Bouy (Marne), décollant des hangars qu'il avait au Camp de Châlons, et Reims, se posant sur le terrain de cavalerie de la ville à une distance de 27 kilomètres, couvrant le trajet en 20 minutes,.
Le lendemain de cette performance, 31 octobre 1908, il s'adjuge le prix de hauteur au camp de Châlons, parvenant à passer au-dessus d'un pylône de 25 mètres de haut, volant à 30 mètres d'altitude, et remporte ainsi 2 500 francs en espèces. Le 31 décembre 1908, Farman fait une dernière tentative pour s'attribuer la Coupe Michelin dotée de 20 000 francs, mais les ratés du moteur de son aéroplane le privent du trophée au profit du pilote Wright.
Quelques mois plus tard, il s'illustre lors de la première Grande Semaine d’Aviation de la Champagne organisée à Reims — à l'emplacement de l'actuelle base aérienne 112 Reims-Champagne — du 22 au 29 août 1909, remportant l'épreuve de distance sans ravitaillement avec 180 kilomètres parcourus. Il remporte également le prix des passagers avec un tour de piste effectué avec deux passagers en 10 min 39 s, à la vitesse de 56,304 km/h.
Le 29 mars 1910, en réalisant un vol d'Étampes à Angerville (Essonne) avec mademoiselle Delcher, il remporte le prix de l’École centrale, doté de 1 000 francs, récompensant l'aviateur auteur d'un vol en ligne droite de 10 km à travers la campagne avec un passager. Il obtient également le record de temps de vol, le 18 décembre 1910 à l'occasion de la coupe Michelin, avec 8 h 12 min 47 s, pilotant un appareil biplan Farman à moteur Gnome et Rhône de 50 chevaux.
Henri Farman possède ainsi plusieurs records homologués par la Fédération aéronautique internationale :
- Record de distance et record de durée, en parcourant 180 kilomètres en 3 heures et 3 minutes avec un biplan à moteur Gnome et Rhône au meeting d'aviation de Bétheny, le 27 août 1909[24].
- Le 3 novembre 1909, il remporte la Coupe Michelin Internationale en parcourant sans toucher le sol 234,212 km[25].
- Record de durée en circuit fermé : 8 h 12 min 28 s, à Étampes, le 18 décembre 1910[26].
- Record de durée : 8 h 12 min 47 s, à Étampes, le 18 décembre 1910, sur biplan Farman à moteur Gnome et Rhône de 50 chevaux[27].

### Avions Farman
Avec ses deux frères Dick et Maurice, il fonde en 1919 une compagnie de construction aérienne après les succès des premiers avions Farman dessinés par Maurice depuis 1910. En 1924, il crée avec ses deux frères la Société générale des transports aériens, qui sera intégrée à Air France en 1933.

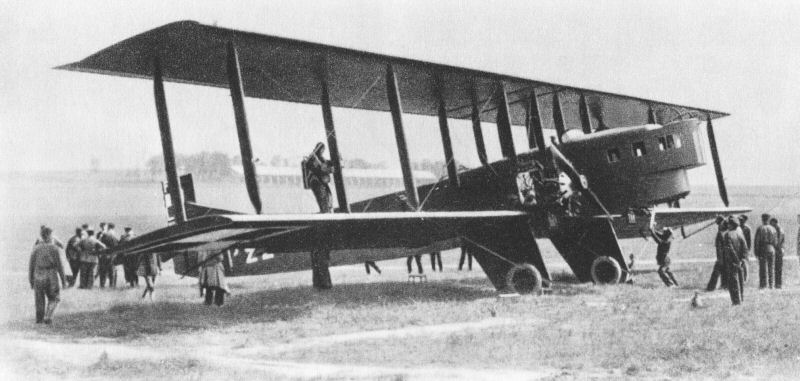
Farman F-68BN4 Goliath (1937).
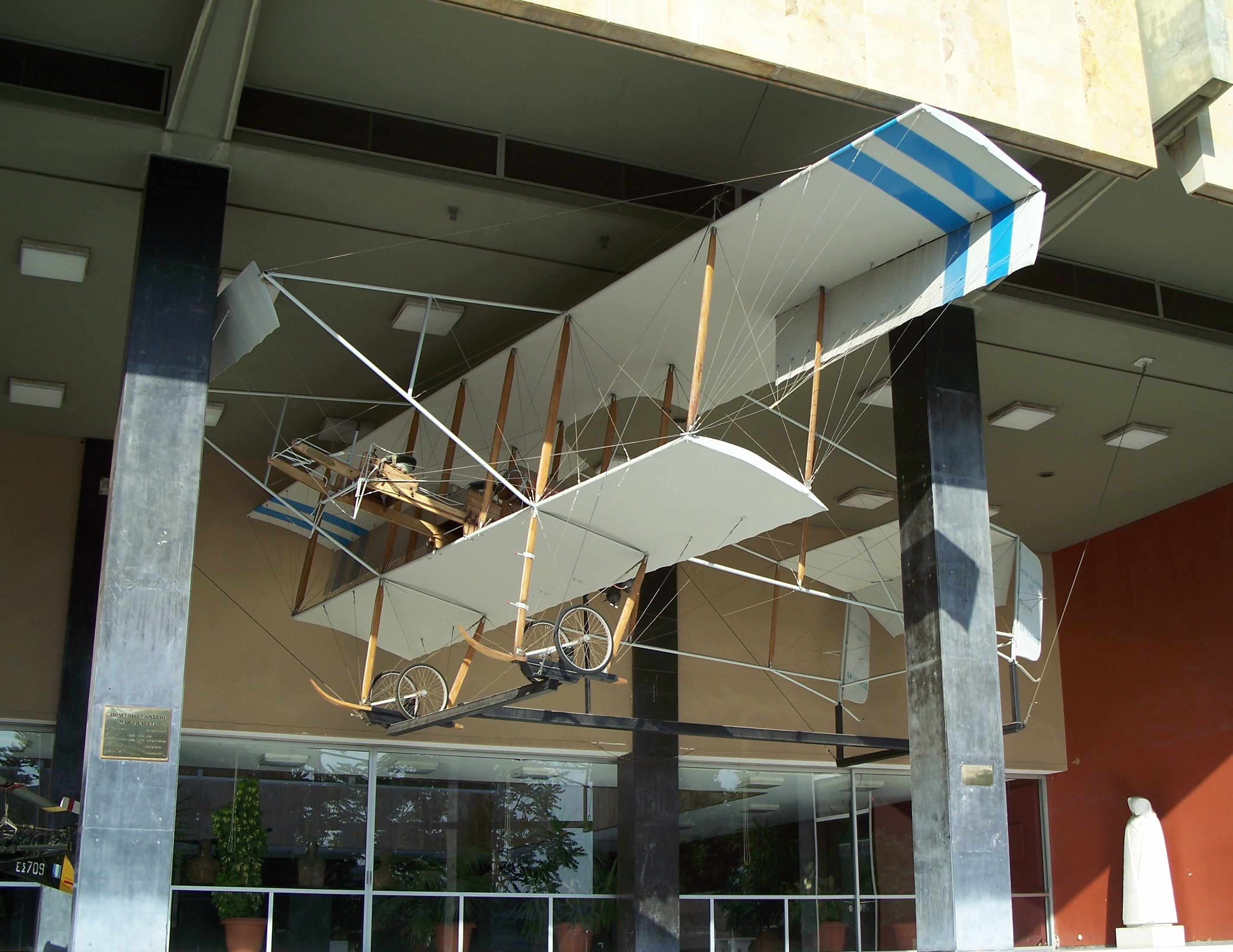
Farman Daedalus en Grèce.
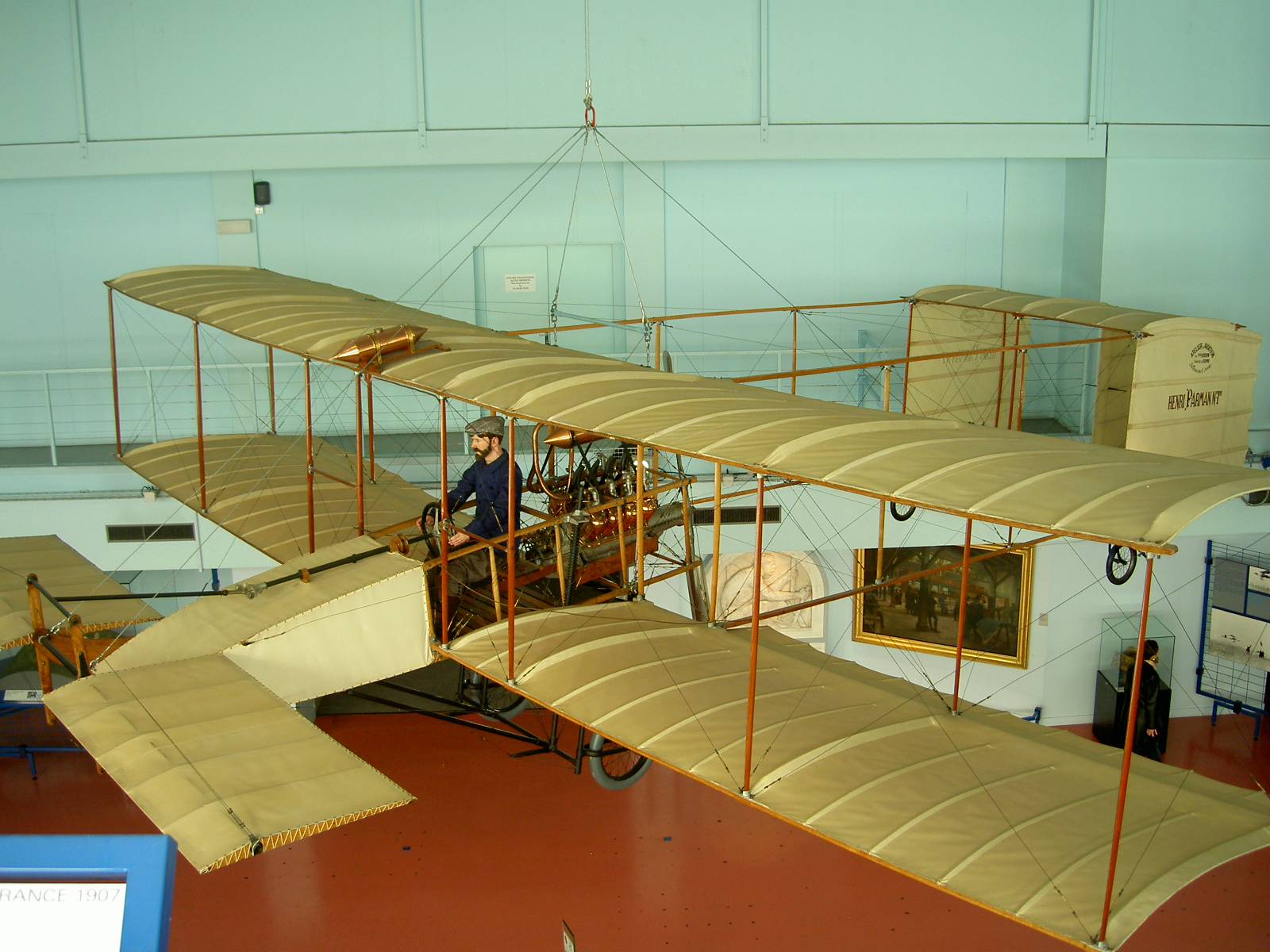
Reconstitution du Voisin-Farman 1908, l'avion ayant fait le 1er km en circuit fermé.

### Bateaux Farman

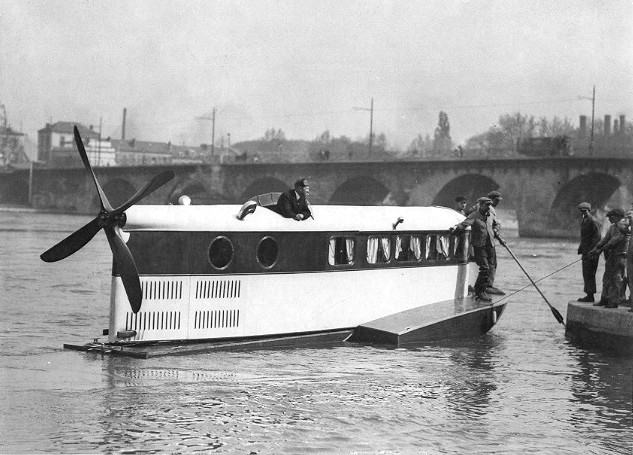
L'hydro-glisseur Farman Le Ricochet, à l'essai le 4 août 1922.
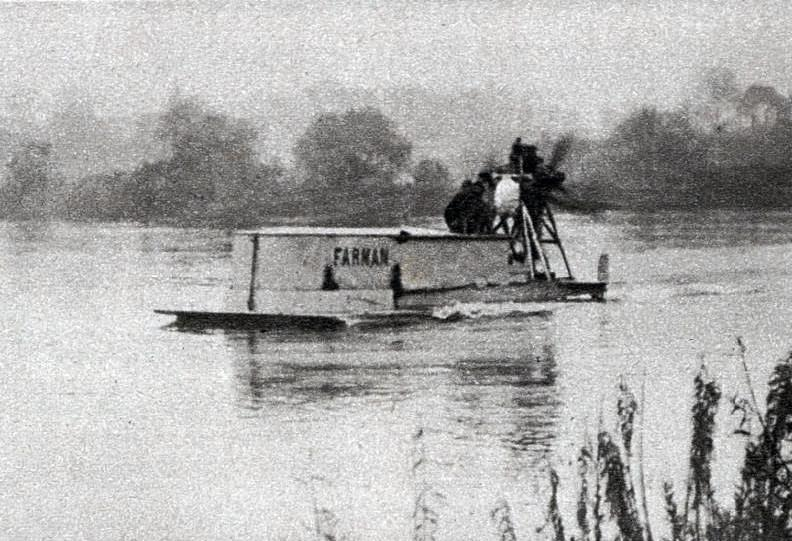
Jules Fis(c)her, le 10 novembre 1924 sur La Seine à Sartrouville, pour son record mondial de vitesse aquatique sur hydro-glisseur Farman de 450 CV (140,645 km/h).

### Automobiles Farman

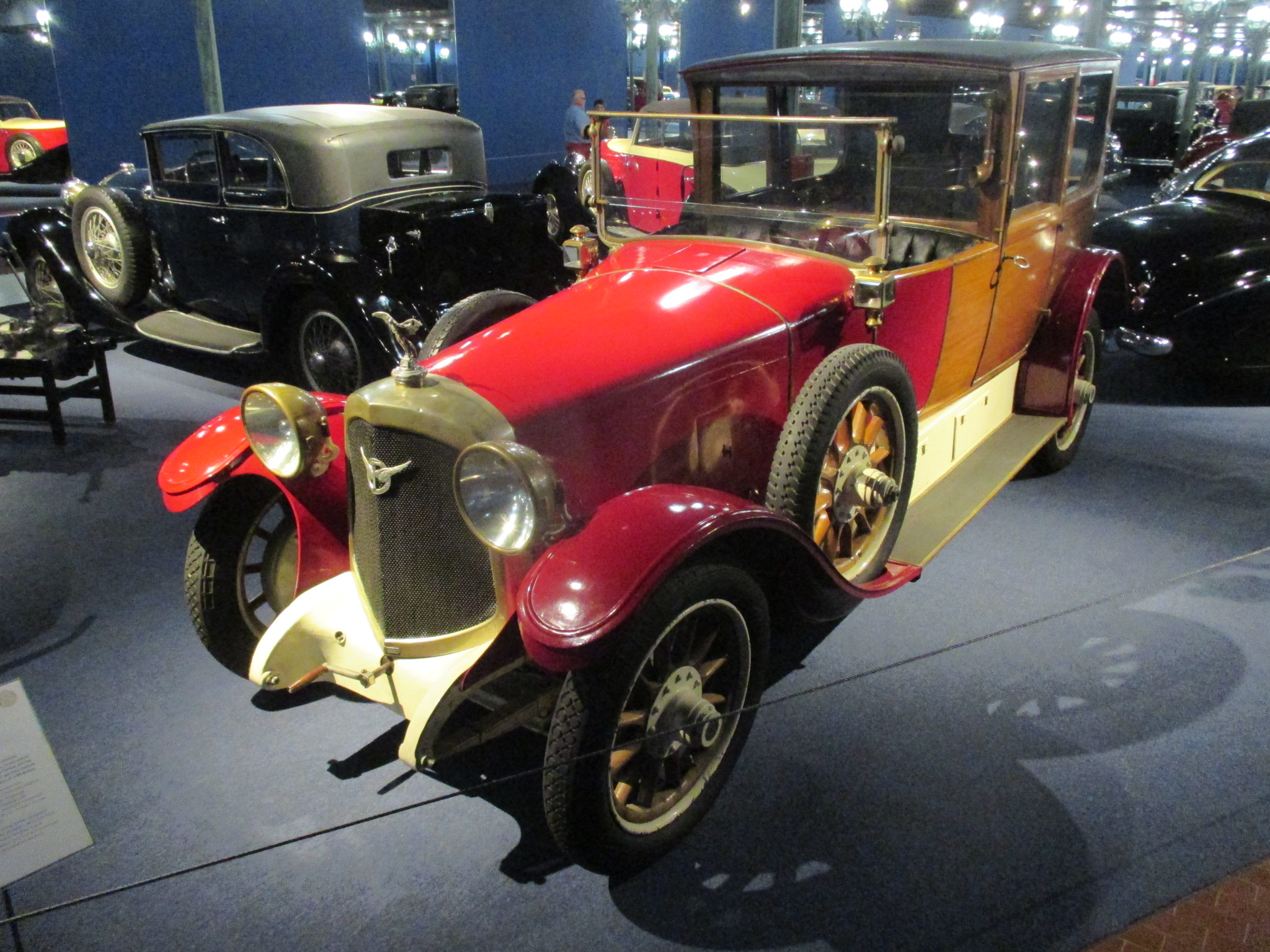
Farman A6B (1923).

Henri Farman se lance dans l'automobile lors du Salon de Paris de 1919, en créant une nouvelle marque, les automobiles Farman. Sa première voiture, la A6, est une 40 HP équipée d'un moteur six cylindres de 6,6 litres avec un arbre à cames en tête.

### Anglais devenu Français
Né à Paris, il opte pour la nationalité française et fait franciser son prénom en 1937. Décoré à de multiples reprises, il reçoit notamment la Légion d'honneur. Les Britanniques — et par extension les anglophones — l'appellent « Henry » et le considèrent comme un Anglais.

## Hommages

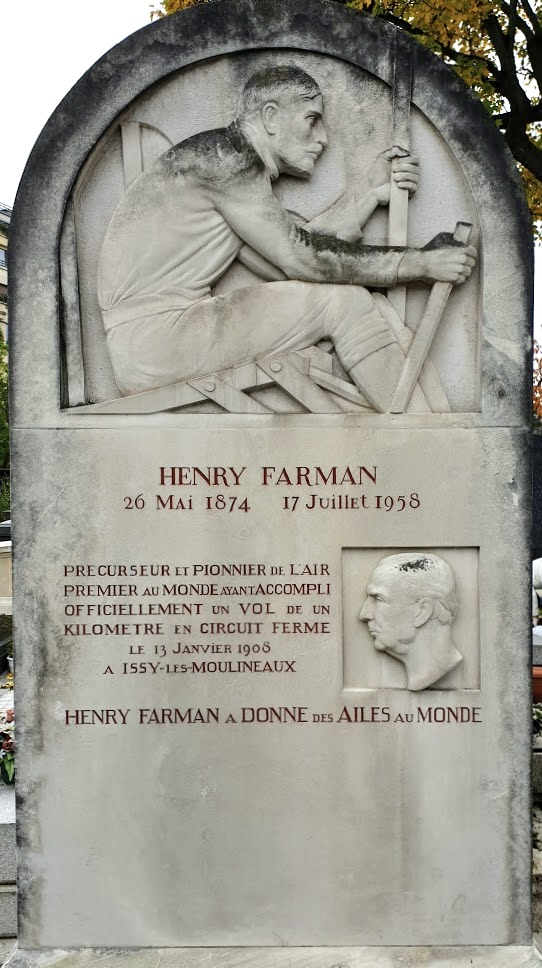
Stèle de la tombe d'Henry Farman au cimetière de Passy (division 9).

- Dès 1908, en hommage à Henri (et Maurice) Farman, le navigateur Raymond Rallier du Baty — parti pour faire des relevés géographiques — donne le nom officiel de Pointe Farman à un cap des îles Kerguelen[28], à côté d'autres points géographiques remarquables dédiés aux pionniers de l'aviation.
- Bien qu'il n'existe pas de dossier à son nom dans la Base Léonore, la mention de son grade de commandeur de la Légion d'honneur est présente dans le dossier de son frère Maurice.
- Mort à Paris le 18 août 1958, Henri Farman repose au cimetière parisien de Passy, non loin d'autres célébrités du monde de l'aviation : Maurice Bellonte, Dieudonné Costes et l'avionneur Marcel Dassault. Sur sa tombe, l'inscription suivante : « Il a donné des ailes au monde ».
- De nombreux odonymes portent le nom d'Henri Farman :
  - La rue Henry-Farman et un monument de Paul Landowski (1929)[Note 1], offert par la mécène Suzanne Deutsch de La Meurthe, lui sont dédiés à côté de l'héliport de Paris, à l'intersection entre les rues Henry-Farman et Louis-Armand, près du parc Suzanne-Lenglen (15e arrondissement), ainsi que la station Henri Farman de la ligne 2 du tramway d'Île-de-France. À Reims et à Mourmelon-le-Grand, deux monuments commémoratifs rappellent le premier voyage aérien de l'histoire qu'il effectua le 30 octobre 1908.
  - Une avenue Henri-Farman à Reims, aboutissant au rond-point Henri-Farman, où se trouve le monument à Henri Farman de William Nobletet, un monument à son vol Reims-Bouy.
  - Le rond-point Henry-Farman avec son avion à Bouy.
  - La rue Henry-Farman à Bétheny depuis 1961.
- Un timbre-poste français a été émis à son effigie le 1er juin 1971 (Henri Farman (1874-1958) ; valeur faciale 0,50 + 0,10 centimes). En 1964 avait paru son Goliath F 60 (timbre de poste aérienne). En 2010, un timbre de 0,58 euro, en bloc-feuillet, mentionne cette fois Henry Farman.
- Maurice Farman possédait une maison à Barbizon et y venait avec son F.40 dans le champ que Millet avait choisi pour peindre son Angélus. C'est sur l'idée du commandant Louis Schoonwater qui créa un  Comité du Souvenir des frères Farman, que fut inauguré en grande pompe ce monument le 18 mai 1985. Cette stèle est surmontée de la reproduction de son F.40 invisible sur cette photographie[29]
- Il possède une salle à son nom dans l'école de pilotage Astonfly à Toussus-le-Noble.

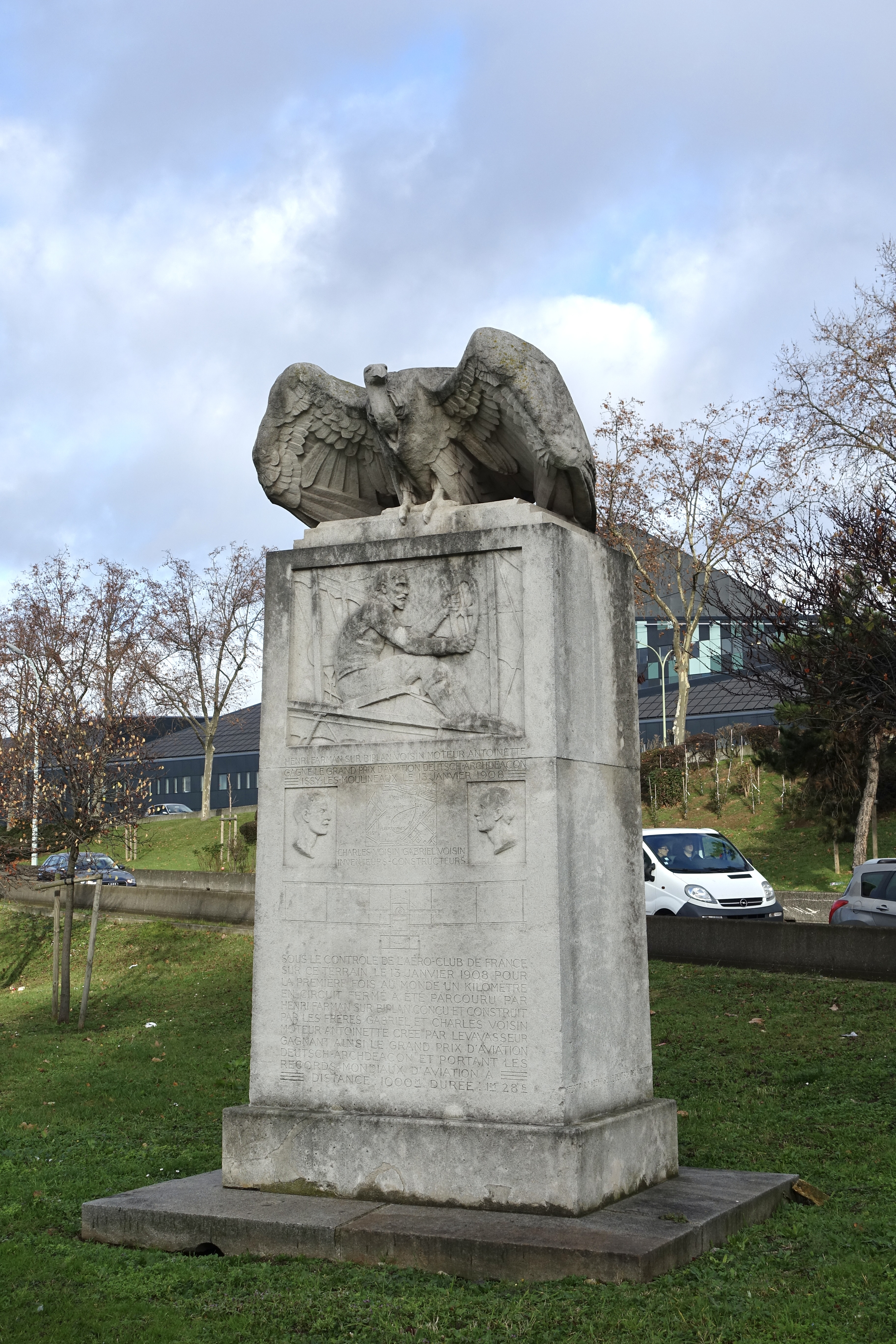
Le monument qui fait face à l'héliport de Paris.
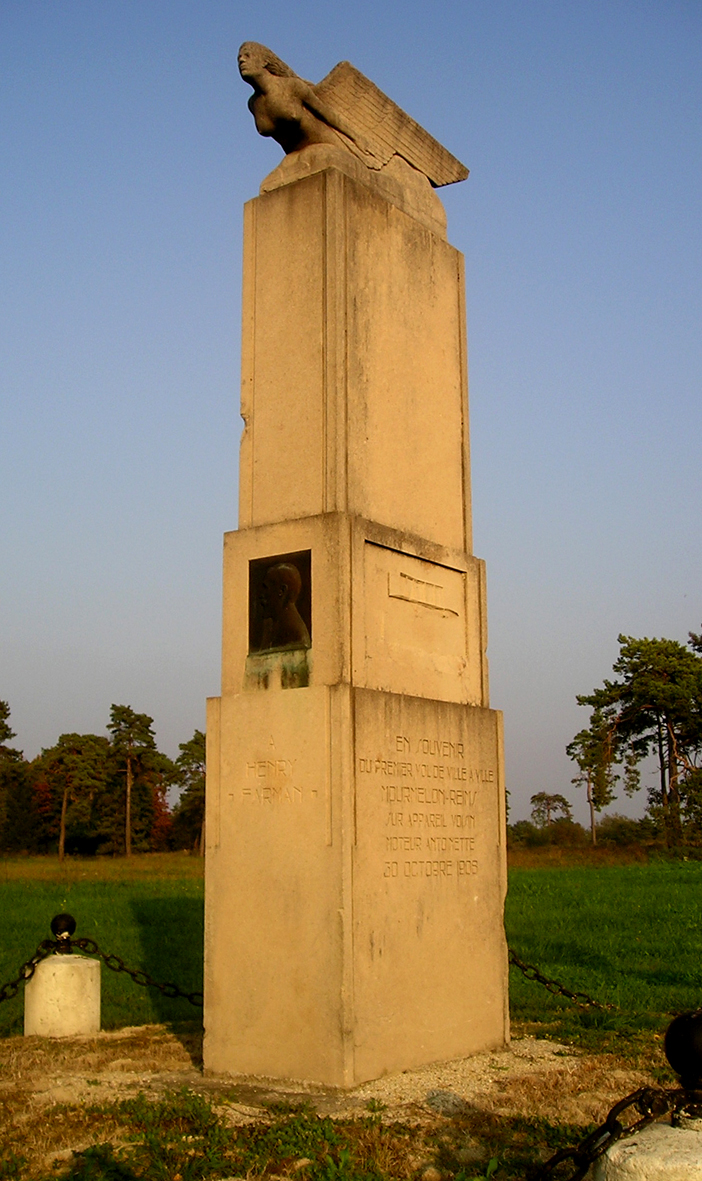
Le monument Farman à Mourmelon-le-Grand.
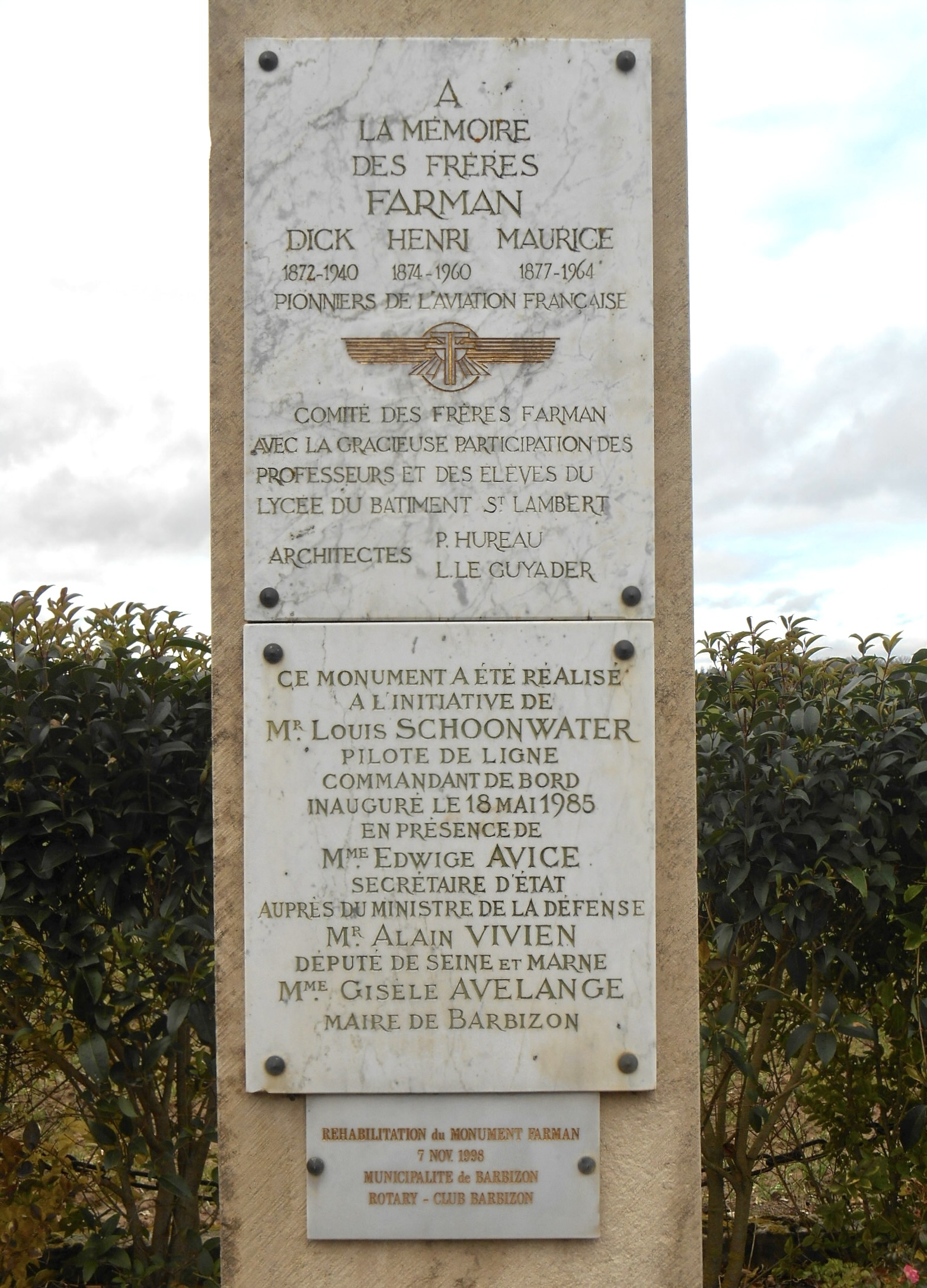
Stèle à Barbizon.
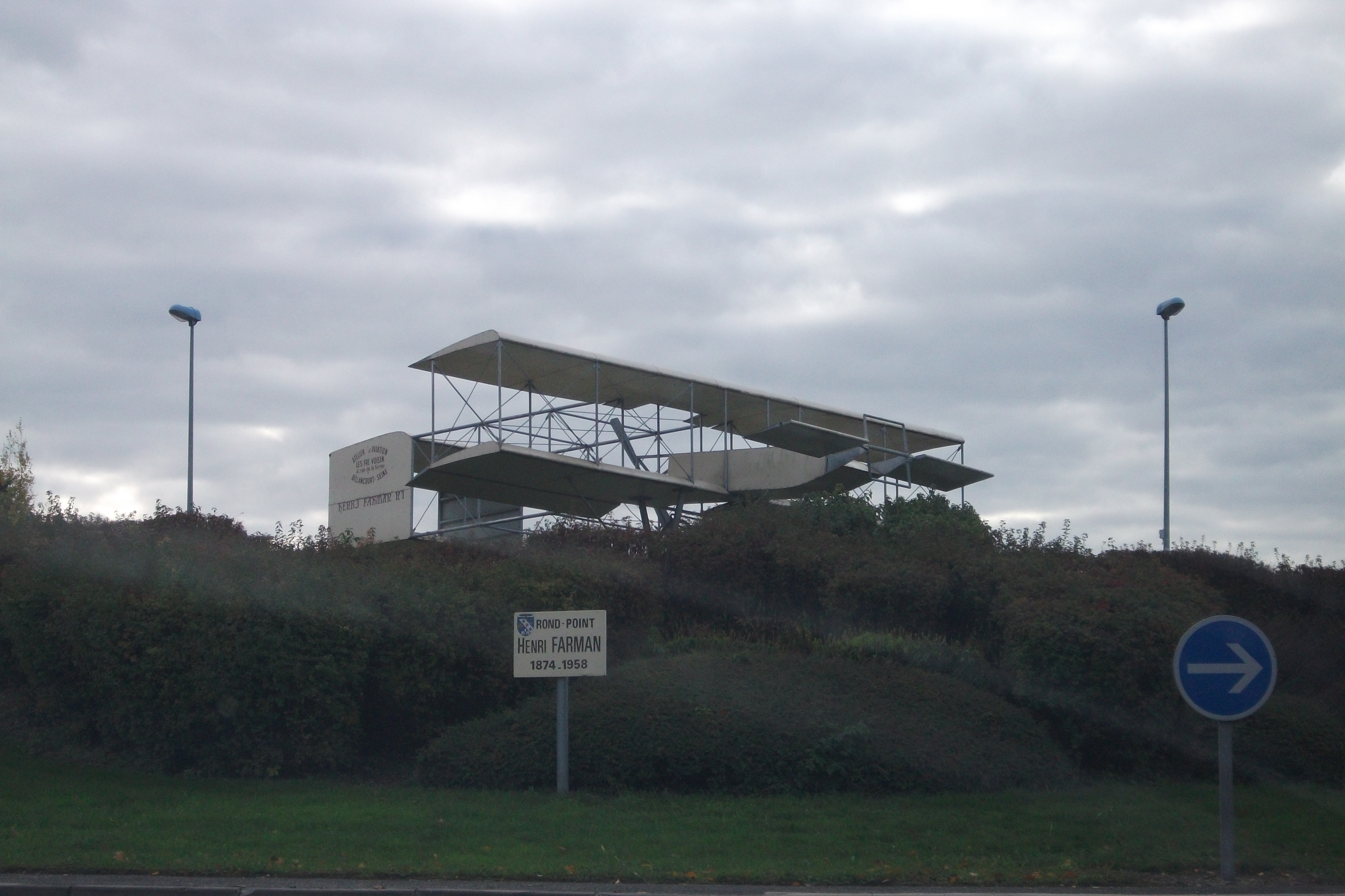
Biplan Farman, rond-point de Bouy.